# Ambia mineolalis
Ambia mineolalis là một loài bướm đêm trong họ Crambidae.